# La diga sul Pacifico
La diga sul Pacifico è un film del 1957 diretto da René Clément.
Il soggetto è tratto dal romanzo Una diga sul Pacifico di Marguerite Duras (1950). Il film è stato girato per gli esterni in Thailandia, gli interni negli Studi De Laurentiis.

## Trama
In Indocina la famiglia Dufresne è proprietaria di una risaia difesa dalla forza del mare da una diga. La madre si cura con caparbietà della risaia e della diga, mentre sia la figlia femmina che il maschio cercano disperatamente il modo di andarsene altrove. Dopo vari avvenimenti, alla morte della madre la figlia si unirà ad un uomo e dividerà con lui la vita, mentre il figlio rimarrà ad occuparsi della risaia.

## Produzione
Coprodotto dalla De Laurentiis Cinematografica e Columbia Pictures, gli esterni sono stati girati in Thailandia, gli interni negli studi di Cinecittà. Per il ruolo di Joseph si pensò inizialmente a James Dean, ma questi morì.

## Accoglienza

### Critica
«Poderoso e suggestivo l'inizio del film, che descrive il dramma di una terra devastata dal nubifragio e dall'alluvione, in cui s'inserisce la crisi particolare di una famiglia. Poi la vicenda perde quota smarrendosi nel gioco di psicologie strane, contraddittorie: non mancano ottime sequenze, ma difetta nel film l'unità. Sempre molto impegnata la regia, di particolare rilievo l'interpretazione dei personaggi della madre e del figlio. Buona la fotografia, delicato ed espressivo il colore». (Segnalazioni Cinematografiche, vol. 42, 1957)
«È una singolare beffa che di un testo di tal genere si siano serviti Clément, Fabbri e Perilli per combinare il solito pasticcio romanzesco con sfondo esotico, dove il "cinematografo" invita di continuo al pittoresco (...) ben diverso dalla dura immagine che ne offre la Duras. (...) Non si "moralizza" un testo dolcificandone i personaggi fino a rendere inesistente quello più sconcertante (Carmen), né togliendo ogni rilievo al disegno corale della cornice storico-sociale, la crisi del colonialismo (...)». (Ernesto G. Laura, Bianco e Nero, 1º gennaio 1958)